# Marta Rezoagli
Marta Rezoagli (Milano, 8 novembre 1973) è un'ex cestista italiana.

## Carriera
Originaria di Milano. È stata medaglia d'argento ai Campionati Europei di Brno del 1995, medaglia d'oro alle Universiadi di Fukuoka 1995, olimpionica con la nazionale di basket femminile ad Atlanta 1996 e vincitrice di due scudetti, due Coppe Italia e due Supercoppe italiane, vestendo le maglie di Parma, Messina, Varese, Alessandria, Venezia e Schio.

## Palmarès
- Campionato italiano: 2

Pall. Femm. Schio: 2004-05, 2005-06
- Coppa Italia: 2

Basket Parma: 1998; :Pall. Femm. Schio: 2005
- Supercoppa italiana: 2

Basket Parma: 1997; :Pall. Femm. Schio: 2005